# 新潟三越伊勢丹
株式会社新潟三越伊勢丹（にいがたみつこしいせたん）は、新潟県における三越伊勢丹ホールディングスの事業子会社で、「新潟伊勢丹」を運営している。

## 概要

古町エリアの地図。小林百貨店→新潟三越とライバルの新潟大和（現古町ルフル）は柾谷小路および西堀通を挟んで向かい合っていた。

### 小林百貨店と古町のライバル施設
新潟三越は、1907年に新潟市本町通七番町に開業した小林呉服店を発祥としている。小林呉服店は、1931年10月に古町通六番町に完成した4階建ての「新潟ビルディング」の2階～3階部分を借り切り、移転する。
新潟警察署移転後の土地に百貨店を開業した1937年には、同じ古町エリアにおいて万代百貨店も開業。どちらも開店当日には多くの人が押し寄せ、当時の地元紙は「新しもの好き市民殺到」とその盛況ぶりを報じた。なお、万代百貨店は地元資本の小林よりも苦戦を強いられ、1939年には金沢市の丸越百貨店に経営が移って店名が丸越新潟支店万代となり、1941年には大和百貨店新潟店へと変貌を繰り返す。
1945年8月17日、終戦からわずか2日後に、小林百貨店ではライスカレーのメニューで食堂を再開。翌年6月には店舗の北隣に映画館「小林ニュース劇場」（後の小林映画劇場）をオープンする。だが、1955年の新潟大火で、小林・大和の両百貨店は全焼の憂き目に合う。このとき、両店とも同時再開の予定だったが、小林は出遅れ、10日間で復興した大和に売上首位の座を明け渡すことになった。1956年12月1日には大和が華々しく「第一次新装開店」する一方、小林は12月29日、新館を「一部開店」する。すでに全焼した小林映画劇場は、南側の裏手に移動して再建。その代わりに新館内に新たな映画館「グランド劇場」が作られた。新館の2階～4階にオープンしたこの映画館は、1957年2月9日に開館している。また小林百貨店には屋上遊園地があったが、大火後も注目すべきアトラクションとして、ロープウェイが建設されていた。屋上の端から屋上に建った塔屋（中にはゴルフ練習場等があった）の間を結ぶ短いコースだが、海風の吹く新潟市では、屋上のロープウェイはスリリングだったと思われている。
1964年の新潟地震は、新潟市にダメージをもたらしたが、小林百貨店はさほどでもなく、多少、破損は出たが商品の大半はそのまま残り、大火のときほどダメージはなかった。停電などもあったが、かなり早い時期に復旧し1階から営業を再開した。その後、1969年の長崎屋を皮切りに、翌年のイチムラ（ハイランドグループ）、緑屋（月賦百貨店）と新潟市にも大型店の進出が相次いだ。

### 万代シテイの台頭、三越直営小型店の登場

万代シテイと周辺の地図。（新潟三越エレガンス→）新潟アルタはシルバーホテルビル内に展開していた。

田中角栄が1972年の自由民主党総裁選挙に際して「日本列島改造論」を唱え、上越新幹線、関越自動車道の建設計画が発表されたのに連動し、古町から見て万代橋を渡った信濃川の対岸で再開発計画が持ち上がった。そこは新潟交通の本社をはじめ車庫や車両整備工場、バスターミナルなどがあり、同社のバス事業の要所であったが、新潟地震でダメージを受けてしまっていた。そこで、大規模な再開発計画が始動。その第1弾というべきボウリング場を中心とした商業施設「シルバーボウルビル」が同年7月1日にオープンした。
新潟交通の再開発に火がつき始めるのは、1973年11月のことで初の大型小売店舗ダイエー新潟店が出店し「万代シテイバスセンタービル」が出来、同時に、この地区を「万代シテイ」と命名して大々的にアピールした。1975年11月には、三越も直営小型店「新潟三越エレガンス」を「万代シルバーホテルビル」に出店し、同ビルには東京から紀伊國屋書店も進出した。1979年にダイエー新潟店は、全国のダイエーの中で売上1位を記録するまでの存在になっている。

### 小林百貨店から三越へ
万代シテイの第1期計画の施設群完成を受け、1977年には小林百貨店も店舗を大改装し、外壁をアルミ板で覆ってアイボリー色へと外観を一新。ロゴも新しくして、「ファッションデパート」にリニューアルを図った。その内実は2階・3階をレディス・ファッション、4階をメンズファッションのフロアにするというもの。このリニューアルは外壁だけではなく、前年まで約4億円の累積赤字を抱え、経営難を打開するテコ入れでもあった。当時、小林百貨店は仙台の藤崎百貨店と提携していたことから、藤崎から何人かの人員が小林に派遣され、借入金の関係で銀行からもだいぶ人材を受け入れた。しかし、結果が伴わず、1978年には、一転して三越との業務提携が始まることになり、1980年3月1日、小林百貨店は「新潟三越」として再スタートを切ることになった。

### 伊勢丹の進出と新潟アルタ

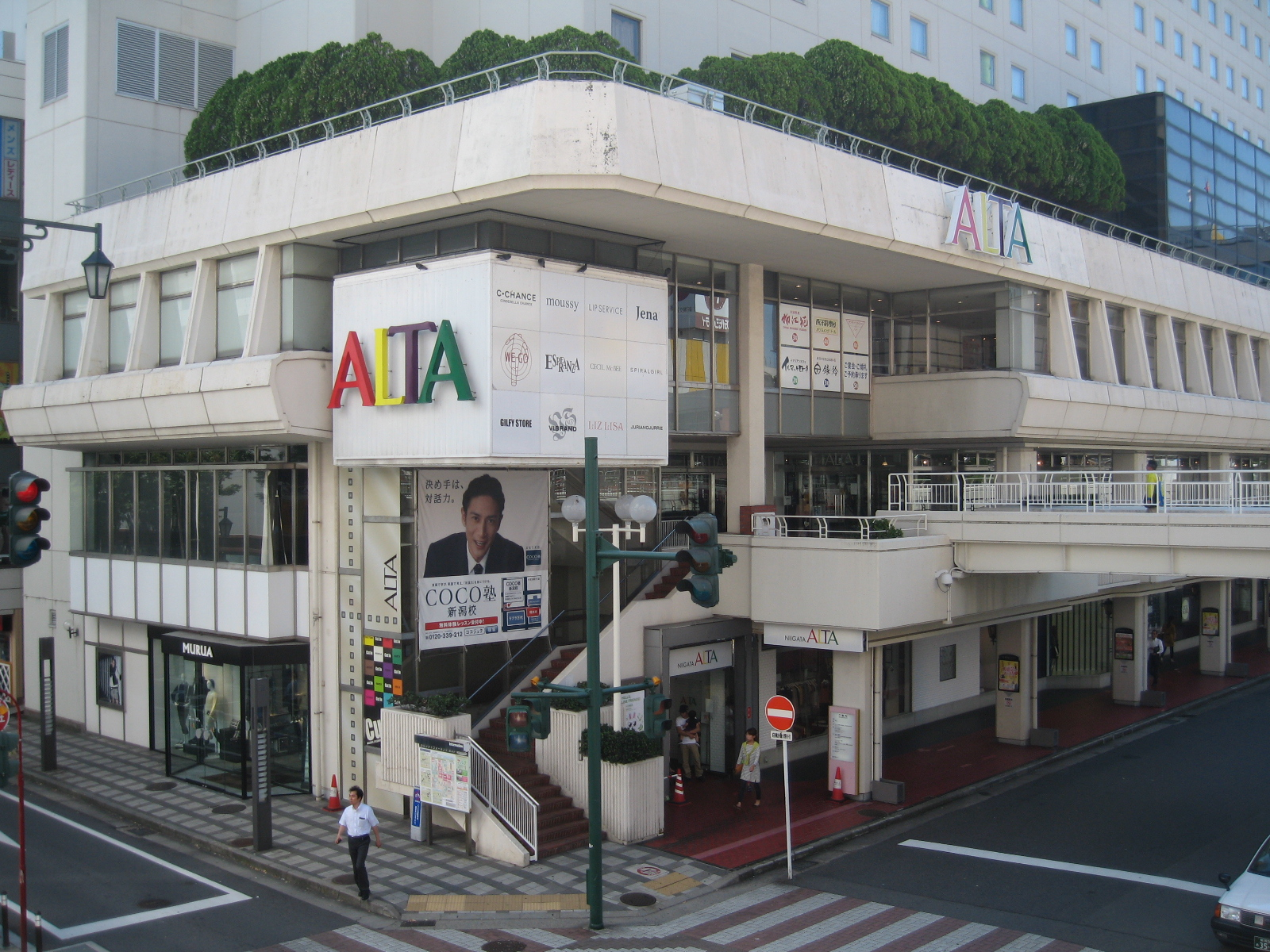
2019年3月に閉店した新潟アルタの外観（2013年）

万代シテイの第2期計画の核施設のひとつとして、出店を要請された伊勢丹は、1984年4月、初の別会社方式で新潟伊勢丹を開店した。新潟伊勢丹は初の首都圏外への出店でもあったため、3年前に現地に外商の分室を設け、地元顧客のニーズを吸い上げる一方、新潟で採用した新入社員全員を、1年間本支店で研修をさせるなどして準備を進めた。4月3日の開店から15日までに、約50万人という、当時の新潟市の人口を上回る来店客を迎え、初年度で早くも、百貨店として地域一番店となった。
新潟伊勢丹の進出で、競合は激化するが、小林百貨店改め、新潟三越は経営を持ち直し、1997年3月期には、新潟三越としてピークの250億円の売上を記録した。「三越は割合ね、自由にやらせてくれるんですよ。三越の人が社長として来るんですけれど、その社長も地元に密着した政策をずっと取り続けていた」「押し付けてきたのは岡田茂社長だけで、三越から出向してくる幹部は頭ごなしでしたけれど、それ以外は非常に民主的に、そういう経営をやっていただいた」と新潟三越OBは語る。2002年、万代シルバーホテルビル内で営業していた新潟三越万代店（旧・新潟三越エレガンス）は、ファッション・モール「新潟アルタ」に業態転換、従来は百貨店には来ていない若い層も取り込んでいくことになった。
2008年4月1日の三越伊勢丹ホールディングス設立に伴う、地域分社化政策にあたっては、新潟三越を新潟伊勢丹に直接移管し、同時に社名変更を実施することになった。これは、もともと新潟伊勢丹が別会社による運営だったため、新たに新会社を設立する手間を省いたものである。一方、新潟アルタは三越伊勢丹専門館事業部（東京）の直轄店舗としての運営となった。これはノウハウの集積等の事情から一体運営としたもので、名古屋のラシックも同様の扱いだった。

### 新潟アルタ、三越の閉店
経営統合後、古町で隣り合っていた大和が2010年に閉店して新潟県から完全撤退したため、新潟三越伊勢丹が県内唯一の百貨店企業となった。しかし大和の閉店以降、古町に客足が戻ることはなく、2020年3月22日を以って新潟三越は閉店。また新潟アルタも三越に先立って、2019年3月に営業を終了したが、こちらは2020年5月18日、新潟伊勢丹ANNEXとしてリニューアルオープンしている。
2022年12月、閉店後に新潟三越跡地を購入した新潟市の建設会社廣瀨と東京建物は、地上30階建て以上の高層ビルの建設を検討していることを明らかにした。2029年の完成を予定する。

## 沿革
- 1907年（明治40年） - 「小林呉服店」創業（北緯37度55分18.3秒 東経139度2分35.3秒 / 北緯37.921750度 東経139.043139度）。
- 1937年（昭和12年） - 「小林百貨店」開業[3]。
- 1946年（昭和21年）6月15日 - 1階に映画館「小林ニュース劇場」（のちの小林映画劇場）が開館。
- 1950年（昭和25年）8月 - 店舗西側の隣接した場所に小林ニュース劇場を移転。名称を小林映画劇場に変更。
- 1955年（昭和30年）10月1日 - 新潟大火で百貨店、劇場とも全焼。
- 1957年（昭和32年） - 小林百貨店再建。映画館は「グランド劇場」「小林映画劇場」の2館体制になる[19]。
- 1969年（昭和44年）- 小林百貨店6階、7階増築。
- 1975年（昭和50年）10月 - 「新潟三越エレガンス」（三越小型店）開店（北緯37度54分57.8秒 東経139度3分22.3秒 / 北緯37.916056度 東経139.056194度）。当初は三越本社の直轄にて運営、のちに新潟三越へ移管し「新潟三越万代店（三越万代）」に改称。
- 1976年（昭和51年） - 小林百貨店が藤崎（仙台市）と業務提携。小林映画劇場を閉館し百貨店増床。西堀ローサ開業に伴い、地下に西堀ローサ連絡口開設[20]。
- 1977年（昭和52年）9月22日 - 小林百貨店全館リモデルオープン。外装がカーテンウォールになり、今に近いものとなる[21]。
- 1978年（昭和53年） - 小林百貨店が三越グループ入り。
- 1980年（昭和55年）
  - 2月21日 -  (株)新潟伊勢丹設立[22]。
  - 3月1日 - 小林百貨店が「新潟三越百貨店」に社名変更。
  - 4月1日 -　グランド劇場が三越映画劇場に名称変更。
- 1981年（昭和56年）
  - 3月20日 -  三越映画劇場が閉館。
  - 10月1日 -  新潟伊勢丹開設準備室設置[23]。
- 1982年（昭和57年）5月7日 -  新潟伊勢丹建築工事着工[23]。
- 1983年（昭和58年）4月9日 -　新潟伊勢丹外商部長岡事務所開設。
- 1984年（昭和59年）
  - 4月3日 - 万代シテイ新潟伊勢丹ビル[24]に「新潟伊勢丹」が開店（北緯37度54分55.7秒 東経139度3分17.1秒 / 北緯37.915472度 東経139.054750度）。
  - 11月1日 -  新潟三越増築全館リモデルオープン。地下食品売場開設。立体駐車場完成。
- 1987年（昭和62年） - 新潟三越が合併により、「名古屋三越新潟店」となる。同時に新潟三越も新潟証券取引所(現・東京証券取引所スタンダード市場)への上場廃止。(証券コード番号もテクノアソシエが取得)
- 2002年（平成14年） - 新潟三越万代店が「新潟アルタ」（三越専門館）に業態転換。
- 2003年（平成15年）9月1日 - 三越グループ経営統合により、名古屋三越新潟店は「三越新潟店」（直営）となる。
- 2008年（平成20年）4月1日 - 三越伊勢丹ホールディングス設立に伴い、三越、新潟伊勢丹がその傘下となる。
- 2010年（平成22年）4月1日 - 地域別再編にあたり、三越新潟店を新潟伊勢丹へ移管。「新潟三越伊勢丹」に社名変更。
- 2015年〈平成27年〉6月 - 「NIIGATA 越品」プロジェクトがスタート[25][26]。
- 2017年〈平成29年〉4月 -「NIIGATA 越品ステージ」をオープン。
- 2019年（平成31年）3月24日 - 新潟アルタが閉店。「NIIGATA 越品オンラインストア」を開設。
- 2020年（令和2年）
  - 3月22日 - 新潟三越が閉店。
  - 3月25日 - 新潟伊勢丹大規模リニューアルオープン。2021年秋まで引き続き大規模改装を実施。
  - 9月 - 新潟伊勢丹1階へ「NIIGATA 越品」拡大リニュアルオープン。新潟県内8カ所の「三越伊勢丹サテライトショップ」に「NIIGATA 越品」コーナーを開設。
- 2021年（令和3年）3月31日 - 旧新潟三越屋上にあった稲荷神社を新潟伊勢丹の屋上に遷座[27]。

## 店舗
| 店舗       | 所在地       | 所在地     | 位置                                  | 開店      | 店舗面積  | 売上高    | 売上高   | 備考              |
| 店舗       | 都市         | 地区       | 位置                                  | 開店      | 店舗面積  | 2013年度  | 2016年度 | 備考              |
| ---------- | ------------ | ---------- | ------------------------------------- | --------- | --------- | --------- | -------- | ----------------- |
| 新潟三越   | 新潟市中央区 | 古町       | 北緯37度55分18.3秒 東経139度2分35.3秒 | 1980年3月 | 20,596 m2 | 153.2億円 | 137億円  | 2020年3月22日閉店 |
| 新潟伊勢丹 | 新潟市中央区 | 万代シテイ | 北緯37度54分55.7秒 東経139度3分17.1秒 | 1984年4月 | 24,348 m2 | 334.4億円 | 318億円  |                   |

| 店舗                                                          | 所在地             | 位置                                   | 開店          | 閉店         |
| ------------------------------------------------------------- | ------------------ | -------------------------------------- | ------------- | ------------ |
| エムアイプラザ新発田                                          | 新潟県新発田市     | 北緯37度57分18.5秒 東経139度20分9.7秒  | 1985年12月    |              |
| 新潟伊勢丹・三条ショップ                                      | 新潟県三条市       | 北緯37度38分27秒 東経138度57分23秒     | 1986年6月     |              |
| 新潟伊勢丹・吉田ショップ                                      | 新潟県燕市         | 北緯37度40分56.8秒 東経138度52分48.1秒 | 1990年3月     |              |
| 新潟三越伊勢丹・長岡店（アクロスプラザ長岡七日町 内）         | 新潟県長岡市       | 北緯37度26分45秒 東経138度48分29秒     | 1984年4月     |              |
| 新潟伊勢丹・佐渡ショップ（新潟交通佐和田ビル1F）              | 新潟県佐渡市       | 北緯38度0分17.8秒 東経138度18分47.8秒  | 1990年7月     |              |
| エムアイプラザ上越                                            | 新潟県上越市       | 北緯37度9分29.3秒 東経138度15分7秒     | 2014年3月22日 |              |
| エムアイプラザ横越（蔦屋書店横越バイパス店内）                | 新潟県新潟市江南区 | 北緯37度50分57.6秒 東経139度8分38.2秒  | 2015年4月30日 | 2025年3月2日 |
| 新潟三越伊勢丹・新潟西ショップ（ウエルシア薬局新潟亀貝店 隣） | 新潟県新潟市西区   | 北緯37度52分01.9秒 東経138度59分01.6秒 | 2020年5月27日 |              |
| エムアイプラザとなみ（イオンモールとなみ1階）                 | 富山県砺波市       | 北緯36度38分29.2秒 東経136度56分53.4秒 | 2015年7月14日 |              |

### 新潟三越
ビルはRC造地上9階・地下1階建てで、1956年の完成後、数回の増床を行った。
- 8階
- 7階
- 6階
- 5階
- 4階
- 3階 ヨーガン・レール
- 2階 マーガレット・ハウエル
- 1階 ルイ・ヴィトン、ティファニー、コーチ、サザビー、ハンティングワールド
- 地下1階

### 新潟伊勢丹

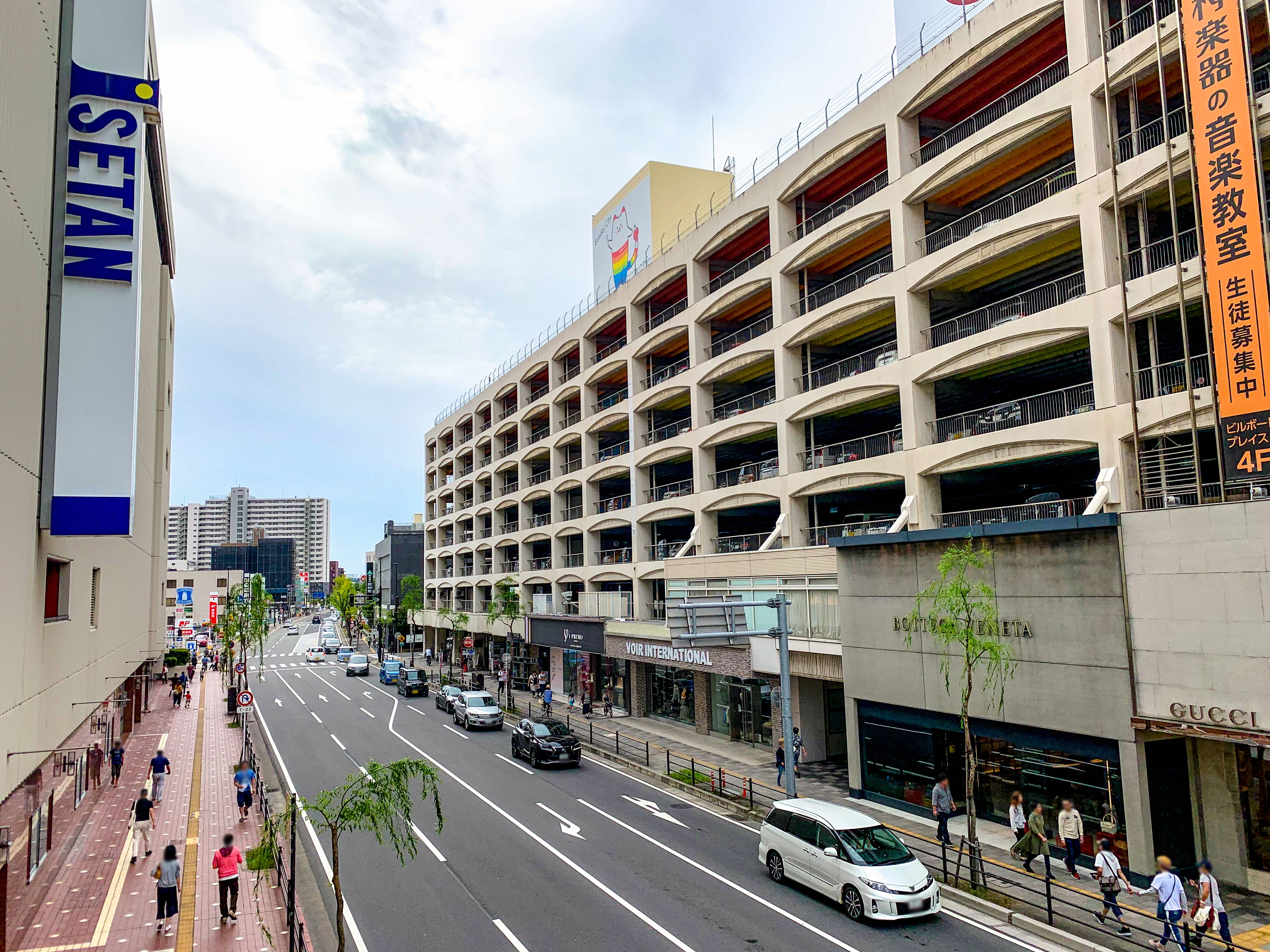
隣接するビル1階にも店舗がある。

- 7階 宝飾、時計、呉服、アートホール、レストラン街
- 6階 子供服、玩具、催事場
- 5階 家庭用品、食器、寝具、婦人服、サービスカウンター、メガネ補聴器、バカラ
- 4階 紳士服、紳士雑貨、ゴルフウェア、ブラックレーベルクレストブリッジ、タケオキクチ
- 3階 婦人服、婦人靴、ハンドバッグ、23区
- 2階 特選ブティック、婦人服、アクセサリー、ポール・スミス、アナスイ、サルヴァトーレ・フェラガモ、マックスマーラ、ロレックス
- 1階 特選ブティック、化粧品、服飾雑貨、NIIGATA越品(新潟県内の素晴らしい品物を集めた自主編集売り場)、ルイヴィトン、ロエベ、ティファニー、万代シテイ第二駐車場ビル1階路面ショップ、グッチ、ボッテガ・ヴェネタ
- 地下1階 食料品、ちふれ化粧品

## 映画館
新潟三越の前身である小林百貨店は、小林映画劇場とグランド劇場というふたつの映画館を運営していた。百貨店で映画館を運営していたところは他にもいくつがあるが、小林の場合は単に文化的事業という性格のものではなかった。特にグランド劇場に関しては、百貨店のサイドビジネスの枠を超え、新潟市でも指折りの、ヒット作・話題作を上映する映画館だった。

### 小林映画劇場
1946年6月15日、百貨店1階に「小林ニュース劇場」としてオープンする。この映画館は名前の通り、ニュース映画上映館だったらしいが、1950年8月、店舗西側の隣接した場所に移転し「小林映画劇場」と改称した。しかし、1955年10月の新潟火災で全焼。翌年再建されるが、位置は以前あった場所の南側裏手に移動した。正確なオープン日は不明だが、1956年12月26日から松竹系封切館に変更となり、1962年1月からは洋画の2本立て興業を行うようになる。だが、小林百貨店の業績悪化の影響もあり、1976年8月29日閉館した。

### グランド劇場
大火によって焼失した旧・小林映画劇場の跡地に小林百貨店の新館が建設されるが、その新館2階～4階部分に新たに開館した映画館が「グランド劇場」である。1957年2月9日オープンしたグランド劇場は、最初からデラックスな洋画封切館という触れ込みで、洋画のA級作品が優先的にブッキングされた。映画のブームは1960年前後をピークに、テレビの時代の到来や他のレジャーの発達によって急速にひえこんでいくが、グランド劇場は一流作品を押さえていたので落ち込みはあまりみられなかった。
1980年3月1日、小林百貨店が新潟三越に変わると同時に、グランド劇場も「三越映画劇場」に名称変更した。三越映画劇場は1号館が1973年に三越日本橋本店に誕生し、当時は各地の三越に作られていたミニシアター群の名称である。大作話題作路線のグランド劇場とは性質が異なった。結局、これが最後まで祟ったのか、1981年3月20日に三越映画劇場は閉館。ただ、当時の広告では「閉館」とはいわず、あくまでも「一時休館」扱いであった。